# ÖREB
Die öffentlich-rechtlichen Eigentumsbeschränkungen (ÖREB) sind öffentlich-rechtliche Bestimmungen, welche die Nutzung eines Grundstücks in der Schweiz einschränken. Die Eigentumsbeschränkungen sind im ÖREB-Kataster digital verfügbar.

## Verschiedene ÖREB
ÖREB steht für öffentlich-rechtliche Eigentumsbeschränkung. Diese betreffen Grundstückbesitzer in der Schweiz und basieren auf zahlreichen Gesetzen, Verordnungen und behördlichen Regelungen. ÖREB können vom Bund, von den Kantonen oder auch von den Gemeinden vorgegeben sein und betreffen verschiedene Kategorien und Themen des ÖREB. Befindet sich ein Grundstück beispielsweise auf einem oder in der Nähe eines belasteten Standortes, so gelten bestimmte Einschränkungen. Sieht man als Grundstückbesitzer eine bestimmte Nutzung für das eigene Grundstück vor, so gibt es unter Umständen auch hier Einschränkungen. Wichtige Beschränkungen können aufgrund von zulässigen Lärmemissionen oder wegen des Gewässer- und Grundwasserschutzes entstehen.

## Der ÖREB-Kataster
Der ÖREB-Kataster fasst jene öffentlich-rechtlichen Eigentumsbeschränkungen für jedes Grundstück in der Schweiz zusammen, die gemäss ZGB nicht im Grundbuch angemerkt werden. Der Bund legt minimale Anforderungen an die Darstellung, Inhalt und die Qualität des Katasters fest (Art. 16 GeoIG). Bestandteile des Katasters können Geobasisdaten, Pläne, Rechtsvorschriften, gesetzliche Grundlagen, Grundstücksinformationen und Hinweise sein (Art. 4 und Art. 3a ÖREBKV). Der Kataster ist über die kantonalen Geoportale und Geodienste zugänglich. Als Hintergrund dienen der Plan für das Grundbuch (Amtliche Vermessung), die Landkarte oder ein Luftbild von swisstopo.
Alle im ÖREB-Kataster enthaltenen Informationen können in dynamischer und/oder in statischer Form abgerufen und weiterverwendet werden (Katasterauszug). Die dynamisch erstellten Auszüge enthalten Informationen für einzelne Grundstücke oder für ganze Gebiete. Der statische Auszug in Form eines PDFs hingegen enthält detaillierte Informationen über die einzelnen ÖREB eines bestimmten Grundstücks (Art. 10 ÖREBKV).

### Verbindlichkeit
Auszüge aus dem ÖREB-Kataster haben nicht die genau gleiche rechtliche Verbindlichkeit wie Grundbuchauszüge, aus denen sich Rechte und Pflichten direkt ableiten lassen (vgl. Art. 942 ZGB und Art. 973 ZGB). Zwar bezeichnet die Bundesgesetzgebung den ÖREB-Kataster als zuverlässig (Art. 2 ÖREBKV), jedoch haben im Zweifelsfall rechtskräftige Beschlüsse Vorrang (Art. 3a ÖREBKV). Während swisstopo die Auszüge als amtliche und verbindliche Dokumente einstuft, definiert das Amt für Raumentwicklung Zürich sie in einem Haftungsausschluss (Disclaimer) als rein informativ. Der Kanton Graubünden weist ebenfalls in einem Disclaimer ausdrücklich darauf hin, dass keine Rechte oder Pflichten aus dem Kataster abgeleitet werden können und nur rechtskräftige Originaldokumente massgeblich sind. Da die Kantone jedoch gesetzlich verpflichtet sind, den ÖREB-Kataster in guter Qualität zu veröffentlichen, können sie für Fehler in diesen Daten nicht einfach mit einem Disclaimer die Verantwortung ablehnen. Die Zulässigkeit und Rechtswirksamkeit von solchen Haftungsausschlüssen wird deshalb bezweifelt.

## Kategorien und Themen
In der Schweiz gibt es zahlreiche Themenbereiche, bei welchen verschiedene öffentlich-rechtliche Eigentumsbeschränkungen zu beachten sind. In der ersten Phase (2012–2019) wurden auf Bundesebene die 17 wichtigsten Eigentumsbeschränkungen aus acht Bereichen in den Kataster aufgenommen. Bund, Kantone und Gemeinden fügen laufend weitere Eigentumsbeschränkungen hinzu.
| Raumplanung ÖREB | Raumplanung         | Nutzungsplanung (kantonal / kommunal) Planungszonen (neu, in Aufbau) |
|                  | Strassen            | Projektierungszonen Nationalstrassen Baulinien Nationalstrassen Bau- und Abstandslinien ausserhalb Nutzungsplanung (neu, in Aufbau) |
|                  | Eisenbahnen         | Projektierungszonen Eisenbahnanlagen Baulinien Eisenbahnanlagen |
|                  | Flughäfen           | Projektierungszonen Flughafenanlagen Baulinien Flughafenanlagen Sicherheitszonenplan |
|                  | Belastete Standorte | Kataster der belasteten Standorte Kataster der belasteten Standorte im Bereich des Militärs Kataster der belasteten Standorte im Bereich der zivilen Flugplätze Kataster der belasteten Standorte im Bereich des öffentlichen Verkehrs |
|                  | Wasser              | Grundwasserschutzzonen Grundwasserschutzareale Gewässerraum (neu, im Aufbau) |
|                  | Lärm                | Lärmempfindlichkeitsstufen (in Nutzungszonen) |
|                  | Wald                | Statische Waldgrenzen Waldabstandslinien Waldreservate (neu, in Aufbau) |

## Entwicklung
Der ÖREB-Kataster basiert auf dem Bundesgesetz über Geoinformation und der Verordnung über die Geoinformation (Geoinformationsverordnung, GeoIV). Diese sind seit dem 1. Juli 2008 in Kraft. Das Gesetz bezweckt, dass Geodaten den Behörden von Bund, Kantonen und Gemeinden sowie der Wirtschaft, der Gesellschaft und der Wissenschaft für eine breite Nutzung nachhaltig, aktuell und rasch in geeigneter Qualität und zu angemessenen Kosten zur Verfügung gestellt werden (Artikel 1 GeoIG). Im Anhang 1 der Verordnung über die Geoinformation sind die Geobasisdaten nach Bundesrecht gekennzeichnet, die Bestandteil des ÖREB-Katasters sind. Am 1. Oktober 2009 wurde die Verordnung über den Kataster der öffentlich-rechtlichen Eigentumsbeschränkungen (ÖREBKV), welche den Inhalt und die Funktionen des ÖREB-Katasters konkretisiert, in Kraft gesetzt. Die Kantone bilden den ÖREB-Kataster in ihren Geoportalen ab und erweitern diesen laufend mit weiteren Themen und Funktionen.
Die Einführung des ÖREB-Katasters erfolgte etappenweise. Die erste Etappe bis Ende 2015 umfasste die Einführung in den Pilotkantonen Bern, Genf, Jura, Neuenburg, Ob- und Nidwalden, Thurgau und Zürich. Aufgrund der positiven Erfahrungen haben Bund und Kantone die zweite Etappe ausgelöst. Sie beinhaltet die Einführung des ÖREB-Katasters in den übrigen Kantonen ab 2016. Nach der erfolgreichen Einführung des Katasters bis 2021 sieht die ÖREB-Kataster-Strategie für die Jahre 2020–2023 vor, dessen Bekanntheit zu steigern und damit die Nutzung zu erhöhen.

## Zuständigkeit
Der ÖREB-Kataster wird vom Bundesamt für Landestopografie swisstopo und den Kantonen betrieben. Der Bund ist für die strategische Ausrichtung und die minimalen Anforderungen an den Kataster zuständig. Er koordiniert die Harmonisierung der Daten, definiert Methoden und Abläufe und stellt die Datenqualität sicher. Die Kantone regeln die Organisation für die Führung des Katasters und bestimmen die verantwortlichen Organe. Die sogenannte katasterverantwortliche Stelle im Kanton erhält die in den ÖREB-Kataster aufzunehmenden Daten von den zuständigen Stellen. Sie verwaltet diese Daten und stellt sie via kantonales Geoportal der Öffentlichkeit zur Verfügung.